# Adrian Wilhelm von Nagel
Adrian Wilhelm Franz Levin von Nagel (* 13. Juli 1721; † 12. Dezember 1798) war ein Geheimrat und Drost in Werne und Stromberg.

## Leben

### Herkunft und Familie
Adrian Wilhelm von Nagel wurde als Sohn des Friedrich Ludwig von Nagel und seiner Gemahlin Katharina von Twickel zu Havixbeck (1694–1735) in der uralten westfälischen Adelsfamilie von Nagel geboren.
Im Jahre 1755 heiratete er in Freckenhorst die Reichsfreiin Josefina Philippina von Calenberg zu Westheim und Niederhaus. Aus der Ehe gingen die Kinder Johanna Luberta (1759–1816, Stiftsdame in Geseke), Edmund Ludwig, (1768–1804, Drost in Stromberg und Dragoner-Leutnant), Maximilian Dietrich (12. November 1777 Nachfolger seines Vaters als Drost in Werne) und Maximilian Friedrich Anton Maria (* 7. September 1756, Domherr Münster) hervor.

### Wirken
Mit dem Erhalt der Tonsur am 13. Februar 1729 wurde Adrian Wilhelm auf ein geistliches Amt vorbereitet. Nach einem Studium in Salzburg wurde er im Jahre 1747 zum kurkölnischen Kämmerer ernannt. Durch die Aufschwörung zur Münsterschen Ritterschaft am 24. April 1749 wurde er Vertreter im Landtag, einem Gremium, das sich aus den drei Ständen zusammensetzte. Seine Aufgabe bestand in der Regelung des Steuerwesens und ab 1447 auch des Fehdewesens im Hochstift Münster.
Im Jahre 1751 erhielt Adrian Wilhelm nach dem Verzicht seines Vorgängers eine Dompräbende in Münster. Wegen seiner Heirat verzichtete er 1755 zugunsten von Franz Ferdinand von Nagel auf seine Präbende. Vom 23. November 1754 bis zum 23. September 1761 war Adrian Wilhelm als Amtsdroste in Werne tätig. Er war Nachfolger des Franz Adolf von Nagel als Amtsdroste in Stromberg.

## Ehrungen
- Großkreuzherr des St. Michael-Ritterordens
- Wirklicher Geheimer Rat